# Хегерль, Габриэле
Габриэле «Габи» Хегерль (Gabriele (Gabi) Clarissa Hegerl; род. 1962) — британский климатолог, исследовательница глобального потепления. Доктор философии (1992), профессор Эдинбургского университета, член Эдинбургского (2013) и Лондонского (2017) королевских обществ, а также Леопольдины (2018). Отмечена Royal Society Wolfson Research Merit Award (2014) и Hans Sigrist Prize (2016).
Первоначально изучала математику. Окончила по математике Мюнхенский университет имени Людвига и Максимилиана (1987). Степень доктора философии по математике получила там же — с диссертацией по прикладной математике.
В 1992—1997 гг. постдок, исследователь Max Planck Institute for Meteorology. Работала под началом его директора-основателя Клауса Хассельмана.
В 1997—1999 гг. приглашенный ученый Вашингтонского университета.
В 1999—2001 гг. ассоциированный исследователь Техасского университета A&M.
В 2001—2007 гг. ассоциированный исследовательский профессор Дьюкского университета.
С 2007 года в Эдинбургском университете, ныне профессор. Автор докладов МГЭИК (2001—2014).
Фелло Американского геофизического союза и Американского метеорологического общества. Также отмечена Achievement Award of the International Meeting on Statistical Climatology. Удостоена почетной степени Лидсского университета (2018).